# A Zalaegerszegi TE FC 2002–2003-as szezonja
A Zalaegerszegi TE FC 2002–2003-as szezonja szócikk a Zalaegerszegi TE FC első számú férfi labdarúgócsapatának egy szezonjáról szól.

## Mérkőzések
| Színmagyarázat | Színmagyarázat |
| -------------- | -------------- |
|                | Győzelem.      |
|                | Döntetlen.     |
|                | Vereség.       |

### Bajnokok Ligája
2. selejtezőkör
| 2002. július 31. 20:45 |

| Zalaegerszegi TE          | 1 – 0   | NK Zagreb |
| ------------------------- | ------- | --------- |
| Ljubojević 17' Vincze 33' | (1 – 0) |           |

| Üllői út, Budapest Nézőszám: 5 000 |

| 2002. augusztus 7. 20:45 |

| NK Zagreb                                                                  | 2 – 1   | Zalaegerszegi TE                                                                              |
| -------------------------------------------------------------------------- | ------- | --------------------------------------------------------------------------------------------- |
| Milinović 2' 62' Lovrek 28' Šamardzić 15' Ješe 71' Milas 79' Poldrugač 86' | (2 – 0) | Urbán 87' (11-esből) Balog 21' Kenesei 31' Ljubojević 42' Szamosi 76' Kocsárdi 81′ Budiša 90' |

| Maksimir Stadion, Zágráb Nézőszám: 32 000 |

3. selejtezőkör
| 2002. augusztus 14. 20:45 |

| Zalaegerszegi TE                        | 1 – 0   | Manchester United          |
| --------------------------------------- | ------- | -------------------------- |
| Koplárovics 90' Ilić 90+2' Molnár 90+3' | (0 – 0) | Nistelrooy 63' Beckham 68' |

| Puskás Ferenc Stadion, Budapest Nézőszám: 28 000 |

| 2002. augusztus 27. 21:10 |

| Manchester United                                                 | 5 – 0   | Zalaegerszegi TE    |
| ----------------------------------------------------------------- | ------- | ------------------- |
| Nistelrooy 5' 75' (11-esből) Beckham 14' Scholes 20' Solskjær 83' | (3 – 0) | Ilić 74′ Molnár 89' |

| Old Trafford, Manchester Nézőszám: 66 814 |

### UEFA-kupa
1. forduló
| 2002. szeptember 19. 18:00 |

| Dinamo Zagreb                                                 | 6 – 0   | Zalaegerszegi TE              |
| ------------------------------------------------------------- | ------- | ----------------------------- |
| Marić 9' 28' Mitu 19' Olić 47' Polovanec 75' Petrović 83' 85' | (2 – 0) | Urbán 30' Král 45' Vincze 73' |

| Maksimir Stadion, Zágráb Nézőszám: 12 000 |

| 2002. október 3. 18:00 |

| Zalaegerszegi TE                       | 1 – 3   | Dinamo Zagreb                                     |
| -------------------------------------- | ------- | ------------------------------------------------- |
| Sabo 90' Vincze 17' Král 30' Csóka 87' | (0 – 2) | Mitu 13' Olić 41' Mujčin 74' Mikić 37' Krznar 39' |

| Rába ETO Stadion, Győr Nézőszám: 1 500 |

### Borsodi Liga 2002–03

#### Őszi fordulók
| 1. forduló 2002. július 27. |

| Kispest–Honvéd                | 3 – 3   | Zalaegerszegi TE                                                |
| ----------------------------- | ------- | --------------------------------------------------------------- |
| Sasu 6' Torghelle 33' 51' 15' | (2 – 2) | Kenesei 43' 56' Urbán 45' Budisa 15' Ljubojević 41' Szamosi 70' |

| Bozsik József Stadion, Budapest Nézőszám: 2 770 Játékvezető: Megyebíró János (magyar) |

| 2. forduló 2002. október 23. |

| Zalaegerszegi TE                         | 4 – 2   | Előre FC Békéscsaba         |
| ---------------------------------------- | ------- | --------------------------- |
| Faragó 17' Vincze 32' Sabo 83' Csóka 90' | (2 – 0) | Keresztúri 77' Hoffmann 78' |

| ZTE Aréna, Zalaegerszeg Nézőszám: 4 500 Játékvezető: Ábrahám Attila (magyar) |

- Elhalasztott mérkőzés.

| 3. forduló 2002. szeptember 25. |

| FC Sopron                      | 2 – 2   | Zalaegerszegi TE           |
| ------------------------------ | ------- | -------------------------- |
| Tóth M. 12' Sira 33' Fehér 18' | (2 – 1) | Kenesei 13' 64' Vincze 89' |

| Káposztás utcai Stadion, Sopron Nézőszám: 2 000 Játékvezető: Bede Ferenc (magyar) |

- Elhalasztott mérkőzés.

| 4. forduló 2002. augusztus 18. |

| Dunaferr SE                          | 3 – 3   | Zalaegerszegi TE                                  |
| ------------------------------------ | ------- | ------------------------------------------------- |
| Alex 19' 82' Horváth 25' Lengyel 59' | (2 – 1) | Ljubojević 16' Egressy 53' Faragó 64' Szamosi 26' |

| Dunaújváros Nézőszám: 2 500 Játékvezető: Kassai Viktor (magyar) |

| 5. forduló 2002. augusztus 23. |

| MTK Hungária                                      | 3 – 0   | Zalaegerszegi TE                 |
| ------------------------------------------------- | ------- | -------------------------------- |
| Illés 20' 72' Zavadszky 79' Rednic 14' Juhász 50' | (1 – 0) | Faragó 39' Csóka 60' Urbán 90+1' |

| Hidegkuti Nándor Stadion, Budapest Nézőszám: 3 500 Játékvezető: Szarka Zoltán (magyar) |

| 6. forduló 2002. szeptember 2. |

| Újpest                              | 0 – 2   | Zalaegerszegi TE                                       |
| ----------------------------------- | ------- | ------------------------------------------------------ |
| Tokody 40' Kunzo 51' Poljaković 68' | (0 – 2) | Babati 3' Kenesei 29' Csóka 43' Szamosi 61' Vincze 77' |

| Megyeri út, Budapest Nézőszám: 2 457 Játékvezető: Juhos Attila (magyar) |

| 7. forduló 2002. szeptember 13. |

| Debreceni VSC                                            | 2 – 1   | Zalaegerszegi TE                                      |
| -------------------------------------------------------- | ------- | ----------------------------------------------------- |
| Vincze 5' Dombi 14' Flávio Pim 19′ Böőr 60' Șumudică 84' | (2 – 0) | Egressy 65' 72' Csóka 57′, 68′ Faragó 62' Kenesei 85' |

| Oláh Gábor utcai stadion, Debrecen Nézőszám: 5 000 Játékvezető: Hajdó Attila (magyar) |

| 8. forduló 2002. szeptember 22. |

| Zalaegerszegi TE                                            | 2 – 0   | Győri ETO  |
| ----------------------------------------------------------- | ------- | ---------- |
| Vincze 36' Egressy 55' Ljubojević 52' Sabo 72' Kocsárdi 76' | (1 – 0) | Hucika 25' |

| ZTE Aréna, Zalaegerszeg Nézőszám: 6 000 Játékvezető: Arany Tamás (magyar) |

| 9. forduló 2002. szeptember 28. |

| Videoton                                     | 2 – 1   | Zalaegerszegi TE                 |
| -------------------------------------------- | ------- | -------------------------------- |
| Dvéri 4' Pomper 65' Stanojević 33' Tímár 60' | (1 – 0) | Kenesei 51' 60′ Szamosi 55′, 64′ |

| Sóstói Stadion, Székesfehérvár Nézőszám: zárt kapuk Játékvezető: Hanacsek Attila (magyar) |

| 10. forduló 2002. október 6. |

| Ferencváros                         | 3 – 2               | Zalaegerszegi TE                 |
| ----------------------------------- | ------------------- | -------------------------------- |
| Tököli 21' 90+2' Gera 62' Szili 80' | (1 – 0) Jegyzőkönyv | Vincze 59' Kocsárdi 77' Sabo 89' |

| Üllői út, Budapest Nézőszám: 6 700 Játékvezető: Dubraviczky Attila (magyar) |

| 11. forduló 2002. október 19. |

| Zalaegerszegi TE   | 1 – 0   | Siófok FC                          |
| ------------------ | ------- | ---------------------------------- |
| Balog 20' Král 68' | (1 – 0) | Juhász 45' Fülöp 73' Filipović 89' |

| ZTE Aréna, Zalaegerszeg Nézőszám: 5 000 Játékvezető: Juhos Attila (magyar) |

| 12. forduló 2002. október 26. |

| Zalaegerszegi TE          | 2 – 0   | Kispest–Honvéd |
| ------------------------- | ------- | -------------- |
| Kenesei 7' 67' Vincze 72′ | (1 – 0) | Takács 79'     |

| ZTE Aréna, Zalaegerszeg Nézőszám: 6 000 Játékvezető: Szabó Zsolt (magyar) |

| 13. forduló 2002. november 2. |

| Előre FC Békéscsaba    | 3 – 1   | Zalaegerszegi TE            |
| ---------------------- | ------- | --------------------------- |
| Keresztúri 39' 59' 82' | (1 – 0) | Egressy 50' 27' Szamosi 81' |

| Kórház utcai stadion, Békéscsaba Nézőszám: 2 500 Játékvezető: Saskőy Szabolcs (magyar) |

| 14. forduló 2002. november 9. |

| Zalaegerszegi TE           | 3 – 0   | FC Sopron |
| -------------------------- | ------- | --------- |
| Faragó 16' 47' Egressy 18' | (2 – 0) |           |

| ZTE Aréna, Zalaegerszeg Nézőszám: 3 500 Játékvezető: Kassai Viktor (magyar) |

| 15. forduló 2002. november 16. |

| Zalaegerszegi TE                                 | 2 – 1   | Dunaferr SE                                   |
| ------------------------------------------------ | ------- | --------------------------------------------- |
| Urbán 34' Kenesei 80' 74' Molnár 13' Szamosi 38' | (1 – 1) | Lengyel 38' 89' Zováth 34' Kiss 50' Medić 79' |

| ZTE Aréna, Zalaegerszeg Nézőszám: 5 000 Játékvezető: Dubraviczky Attila (magyar) |

| 16. forduló 2002. november 23. |

| Zalaegerszegi TE                                                   | 1 – 2   | MTK Hungária                           |
| ------------------------------------------------------------------ | ------- | -------------------------------------- |
| Faragó 52' Král 29' Kenesei 42' Urbán 60' Egressy 73' Kocsárdi 84' | (0 – 2) | Elek 17' Illés 31' 44' Smiljanić 90+4' |

| ZTE Aréna, Zalaegerszeg Nézőszám: 7 000 Játékvezető: Szabó Zsolt (magyar) |

| 17. forduló 2002. november 30. |

| Zalaegerszegi TE                               | 3 – 3   | Újpest                                                        |
| ---------------------------------------------- | ------- | ------------------------------------------------------------- |
| Sabo 17' 20' 39' 33' Faragó 46' Ljubojević 81' | (3 – 2) | Horváth 4' 61' Kovács 23' 28' Juhár 45' Szélesi 56' Simek 82′ |

| ZTE Aréna, Zalaegerszeg Nézőszám: 6 000 Játékvezető: Szarka Zoltán (magyar) |

#### Tavaszi fordulók
| 18. forduló 2003. március 8. |

| Zalaegerszegi TE                                            | 2 – 1   | Debreceni VSC           |
| ----------------------------------------------------------- | ------- | ----------------------- |
| Koplárovics 24' Nagy 36' Kenesei 15' Urbán 69' Kocsárdi 80' | (2 – 0) | Șumudică 65' Sándor 72' |

| ZTE Aréna, Zalaegerszeg Nézőszám: 6 500 Játékvezető: Makai János (magyar) |

| 19. forduló 2003. március 12. |

| Győri ETO                         | 1 – 1   | Zalaegerszegi TE     |
| --------------------------------- | ------- | -------------------- |
| Szanyó 75' Jovanović 40' Jäkl 68' | (0 – 0) | Kenesei 48' Král 90' |

| Rába ETO Stadion, Győr Nézőszám: 2 500 Játékvezető: Arany Tamás (magyar) |

| 20. forduló 2003. március 15. |

| Zalaegerszegi TE | 0 – 3   | Videoton                             |
| ---------------- | ------- | ------------------------------------ |
| Kocsárdi 84'     | (0 – 0) | Pomper 47' 60' Dvéri 70' Tóth N. 81' |

| ZTE Aréna, Zalaegerszeg Nézőszám: 5 000 Játékvezető: Drucskó János (magyar) |

| 21. forduló 2003. március 22. |

| Zalaegerszegi TE       | 1 – 1               | Ferencváros                       |
| ---------------------- | ------------------- | --------------------------------- |
| Gyánó 90+2' Molnár 85' | (0 – 0) Jegyzőkönyv | Lipcsei 84' Kapič 42' Leandro 87' |

| ZTE Aréna, Zalaegerszeg Nézőszám: 12 000 Játékvezető: Szabó Zsolt (magyar) |

| 22. forduló 2003. április 5. |

| Siófok FC                                    | 1 – 0   | Zalaegerszegi TE                            |
| -------------------------------------------- | ------- | ------------------------------------------- |
| Koller 83' Grósz 49' Schwarcz 63' Kovács 63' | (0 – 0) | Kocsárdi 38' Molnár 71' Csóka 76' Gyánó 79' |

| Révész Géza utcai stadion, Siófok Nézőszám: 2 500 Játékvezető: Sápi Csaba (magyar) |

| 23. forduló (rájátszás) 2003. április 12. |

| Videoton                                    | 2 – 0   | Zalaegerszegi TE     |
| ------------------------------------------- | ------- | -------------------- |
| Tóth N. 51' Korsós 81' Róth 59' Kóczián 64' | (0 – 0) | Vincze 26' Balog 65' |

| Sóstói Stadion, Székesfehérvár Nézőszám: 3 000 Játékvezető: Bede Ferenc (magyar) |

| 24. forduló (rájátszás) 2003. április 19. |

| Zalaegerszegi TE                                        | 4 – 1   | FC Sopron                                       |
| ------------------------------------------------------- | ------- | ----------------------------------------------- |
| Kenesei 5' 62' Kocsárdi 59' Fehér 73' (öngól) Csóka 57' | (1 – 0) | Tóth M. 65' Lazić 42' Tóth A. 60' Balaskó 90+1' |

| ZTE Aréna, Zalaegerszeg Nézőszám: 2 000 Játékvezető: Világi Balázs (magyar) |

| 25. forduló (rájátszás) 2003. április 23. |

| Dunaferr SE                                                     | 2 – 3   | Zalaegerszegi TE                                                |
| --------------------------------------------------------------- | ------- | --------------------------------------------------------------- |
| Drobnjak 9' Lengyel 23' Zsók 55′, 79′ Nikolov 68' Lengyel 90+1' | (2 – 2) | Szabó 20' Kenesei 25' 47' Csóka 23' Szamosi 33' Koplárovics 58' |

| Dunaújváros Nézőszám: 1 500 Játékvezető: Dubraviczky Attila (magyar) |

| 26. forduló (rájátszás) 2003. április 26. |

| Kispest–Honvéd                             | 1 – 2   | Zalaegerszegi TE                           |
| ------------------------------------------ | ------- | ------------------------------------------ |
| Bárányos 18' Hercegfalvi 17' Torghelle 79' | (1 – 1) | Kenesei 26' Józsi 50' Molnár 17' Bardi 68' |

| Bozsik József Stadion, Budapest Nézőszám: 1 500 Játékvezető: Sápi Csaba (magyar) |

| 27. forduló (rájátszás) 2003. május 3. |

| Zalaegerszegi TE                                            | 3 – 0   | Előre FC Békéscsaba     |
| ----------------------------------------------------------- | ------- | ----------------------- |
| Kenesei 9' Egressy 50' Szabó 55' 63' Csóka 85' Kocsárdi 89' | (1 – 0) | Grujić 39' Vincze 90+1' |

| ZTE Aréna, Zalaegerszeg Nézőszám: 2 200 Játékvezető: Bede Ferenc (magyar) |

| 28. forduló (rájátszás) 2003. május 10. |

| Zalaegerszegi TE                                     | 3 – 2   | Videoton                              |
| ---------------------------------------------------- | ------- | ------------------------------------- |
| Kenesei 19' Józsi 82' Gyánó 86' Szabó 22' Vincze 64' | (1 – 1) | Tóth B. 10' Földes 56' 29' Korsós 58' |

| ZTE Aréna, Zalaegerszeg Nézőszám: 1 500 Játékvezető: Szarka Zoltán (magyar) |

| 29. forduló (rájátszás) 2003. május 14. |

| FC Sopron                                    | 2 – 2   | Zalaegerszegi TE                          |
| -------------------------------------------- | ------- | ----------------------------------------- |
| Tóth M. 22' Somogyi 25' Fehér 59' Pintér 71' | (2 – 1) | Kenesei 30' Ljubojević 63' 43' Babati 14' |

| Káposztás utcai Stadion, Sopron Nézőszám: 1 000 Játékvezető: Arany Tamás (magyar) |

| 30. forduló (rájátszás) 2003. május 17. |

| Zalaegerszegi TE                                                               | 4 – 1   | Dunaferr SE       |
| ------------------------------------------------------------------------------ | ------- | ----------------- |
| Kenesei 13' 83' Gyánó 29' 90+2' Szamosi 27' Ljubojević 54' Nagy 56' Vincze 90' | (2 – 1) | Nyúl 19' Zsók 36' |

| ZTE Aréna, Zalaegerszeg Nézőszám: 2 000 Játékvezető: Saskőy Szabolcs (magyar) |

| 31. forduló (rájátszás) 2003. május 23. |

| Zalaegerszegi TE    | 3 – 1   | Kispest–Honvéd     |
| ------------------- | ------- | ------------------ |
| Kenesei 21' 24' 63' | (2 – 1) | Sasu 4' Hrutka 56' |

| ZTE Aréna, Zalaegerszeg Nézőszám: 2 500 Játékvezető: Szabó Róbert (magyar) |

| 32. forduló (rájátszás) 2003. május 31. |

| Előre FC Békéscsaba    | 1 – 1   | Zalaegerszegi TE    |
| ---------------------- | ------- | ------------------- |
| Megyesi 16' Grujić 76' | (1 – 1) | Gyánó 23' Csóka 16' |

| Kórház utcai stadion, Békéscsaba Nézőszám: 3 640 Játékvezető: Ábrahám Attila (magyar) |

#### A végeredmény (Alsóház)
| #  | Csapat               | J  | Gy | D | V  | Rg | Kg | Gk  | P  | Megjegyzés             |
| -- | -------------------- | -- | -- | - | -- | -- | -- | --- | -- | ---------------------- |
| 7  | Zalaegerszegi TE FC  | 32 | 15 | 8 | 9  | 62 | 49 | +13 | 53 |                        |
| 8  | Videoton FC Fehérvár | 32 | 11 | 7 | 14 | 46 | 41 | +5  | 40 | 2003-as Intertotó-kupa |
| 9  | MATÁV FC Sopron      | 32 | 9  | 9 | 14 | 47 | 54 | -7  | 36 |                        |
| 10 | Előre FC Békéscsaba  | 32 | 9  | 5 | 18 | 42 | 71 | -29 | 32 |                        |
| 11 | Kispest Honvéd FC    | 32 | 8  | 5 | 19 | 43 | 66 | -23 | 29 | Kiesett az NB I/B-be   |
| 12 | Dunaferr SE          | 32 | 4  | 8 | 20 | 37 | 72 | -35 | 20 | Kiesett az NB I/B-be   |

## Külső hivatkozások
- A Zalaegerszegi TE FC hivatalos honlapja